# Balquhidder
Balquhidder est un village d'Écosse sur le territoire duquel se trouve la tombe du célèbre personnage écossais Rob Roy.